# Evi Van Acker
Evi Van Acker (* 23. September 1985 in Gent) ist eine ehemalige belgische Seglerin.

## Erfolge
Evi Van Acker, die in der Bootsklasse Laser Radial startet, nahm an drei Olympischen Spielen teil. 2008 beendete sie in Peking die Regatta mit 91 Punkten auf dem achten Rang. Bei den Olympischen Spielen 2012 in London verbesserte sie sich mit 40 Punkten auf den dritten Platz, womit sie hinter Xu Lijia und Marit Bouwmeester die Bronzemedaille gewann. Vier Jahre darauf verpasste sie in Rio de Janeiro als Vierte einen weiteren Medaillengewinn. Bei Weltmeisterschaften wurde sie 2011 in Perth und 2017 in Medemblik Vizeweltmeisterin, 2014 in Santander und 2015 in Mussanah wurde sie Dritte. Zwischen 2006 und 2011 sicherte sich Van Acker dreimal den Titelgewinn bei den Europameisterschaften. Im September 2017 beendete sie ihre Karriere.
2012 wurde sie zu Belgiens Sportlerin des Jahres gewählt.